# Patrik Eler
Patrik Eler (* 13. Juni 1991) ist ein slowenischer Fußballspieler.

## Karriere
Eler begann seine Karriere beim NK Bilje. Nachdem er beim ND Renče und ND Adria gespielt hatte, wechselte er 2013 nach Österreich zum SK Austria Klagenfurt. Nach dem Aufstieg in den Profifußball 2015 gab er sein Profidebüt am ersten Spieltag gegen den FC Liefering. In diesem Spiel erzielte er zwei Tore.
Nach dem Zwangsabstieg Klagenfurts wechselte er im Sommer 2016 zum Zweitligisten FC Wacker Innsbruck, wo er einen bis Juni 2019 gültigen Vertrag erhielt.
Im Juli 2017 wechselte Eler nach Frankreich zum Zweitligisten AS Nancy, bei dem er einen bis Juni 2020 gültigen Vertrag erhielt. Zur Saison 2018/19 kehrte er leihweise zum inzwischen erstklassigen FC Wacker Innsbruck zurück.
Nach einem halben Jahr bei Innsbruck wurde der Leihvertrag aufgelöst und er wurde an den Zweitligisten SV Ried weiterverliehen. Nach dem Ende der Leihe kehrte er zunächst zu Nancy zurück, ehe er im Juli 2019 zurück nach Österreich wechselte und sich dem Zweitligisten SC Austria Lustenau anschloss, bei dem er einen bis Juni 2021 laufenden Vertrag erhielt. Für die Vorarlberger kam er allerdings verletzungsbedingt nur zu sieben Zweitligaeinsätzen.
Zur Saison 2020/21 schloss er sich dem Ligakonkurrenten SV Horn an. Für Horn kam er zu 20 Einsätzen, in denen er sechs Tore erzielte, ehe er im April 2021 suspendiert wurde. Nach der Saison 2020/21 verließ er die Horner und wechselte zum Regionalligisten SV Stripfing. Für Stripfing kam er zu 20 Einsätzen in der Regionalliga, in denen er zehn Tore erzielte. Zur Saison 2022/23 kehrte er in seine Heimat zum ND Adria zurück.

## Erfolge
- Torschützenkönig der Ersten Liga: 2017
- Bester Spieler der Ersten Liga: 2017